# Live in Charleston
Live in Charleston ook wel genoemd Live in Charleston: The Homegrown Concert Event is een livealbum van de Amerikaanse rockband Hootie & the Blowfish. Het concert bevat de grootste hitsuccessen van de band. Het album werd opgenomen op 12 augustus 2005 in het Family Circle Magazine Stadium in Charleston, South Carolina, Verenigde Staten. Naast dit album werd er tegelijkertijd ook een DVD van dit concert uitgebracht.

## Tracklist
1. "Homegrown Intro" - (0:25) (door Samuel L. Jackson)
2. "State Your Peace" - (3:27)
3. "Time" - (4:46)
4. "Space" - (2:06)
5. "Hannah Jane" - (3:21)
6. "Hey Sister Pretty" - (3:08)
7. "Running from an Angel" - (3:55)
8. "One Love" - (3:58)
9. "Look Away" - (2:37)
10. "Leaving" - (2:25)
11. "I Hope That I Don't Fall in Love with You" - (3:03) (origineel door Tom Waits)
12. "Desert Mountain Showdown" - (2:24)
13. "Let Her Cry" - (5:18)
14. "I Go Blind" - (2:56) (origineel door 54-40)
15. "Old Man & Me (When I Get to Heaven)" - (5:06)
16. "Drowning" - (5:59)
17. "Get Out of My Mind" - (2:37)
18. "Hold My Hand" - (4:52)
19. "Go and Tell Him (Soup Song)" - (4:16)
20. "The Killing Stone" - (4:16)
21. "Only Wanna Be with You" - (3:45)